# Saulxures-lès-Nancy
 Saulxures-lès-Nancy  es una población y comuna francesa, en la región de Lorena, departamento de Meurthe y Mosela, en el distrito de Nancy y cantón de Seichamps.

## Demografía
| 911 | 1520 | 3251 | 3932 | 4124 | 4042 |
| Para los censos de 1962 a 1999 la población legal corresponde a la población sin duplicidades (Fuente: INSEE [Consultar]) |      |      |      |      |      |